# Thaleropis
Thaleropis es un género de lepidópteros de la familia Nymphalidae. Es originario del este de Asia. Contiene una sola especie, Thaleropis ionia Fischer von Waldheim & Eversmann 1851